# Coupe de l'EHF masculine 2013-2014
Navigation
Coupe de l'EHF 2012-2013 Coupe de l'EHF 2014-2015
La Coupe de l'EHF 2013-2014 est la 33e édition de la Coupe de l'EHF masculine.
Elle a été remportée par le club hongrois du SC Pick Szeged qui a battu en finale le club français du Montpellier AHB. Il s'agit de la première fois depuis 2003 que la compétition n'est pas remportée par un club allemand et la seconde fois depuis 1996 qu'aucun club allemand n'a atteint la finale.

## Présentation

### Club participants
Les places sont allouées selon le coefficient EHF de chaque pays. 62 équipes participent à cette édition. Sur les 20 clubs qui font leur entrée lors du 1er tour, les 10 vainqueurs seront rejoints au 2e tour par 30 clubs : 26 clubs directement qualifiés et 4 clubs issus des tournois de qualification de la ligue des champions. Les 20 clubs qualifiés sont ensuite rejoints au 3e tour par 12 têtes de série directement qualifiées pour ce tour.
Les 16 clubs sont alors qualifiés pour la phase de groupes sous la forme d'un mini-championnat de 4 poules de 4 équipes. Les deux premiers de chaque poule sont alors qualifiés pour les quarts de finale.
Enfin, le Final Four de la compétition a lieu les 17 et 18 mai sous forme de deux demi-finales suivies d'une finale.
| Troisième tour de qualification | Troisième tour de qualification | Troisième tour de qualification | Troisième tour de qualification | Troisième tour de qualification | Troisième tour de qualification | Troisième tour de qualification | Troisième tour de qualification | Troisième tour de qualification | Troisième tour de qualification | Troisième tour de qualification | Troisième tour de qualification | Troisième tour de qualification | Troisième tour de qualification | Troisième tour de qualification | Troisième tour de qualification |
| --- | --- | --- | --- | --- | --- | --- | --- | --- | --- | --- | --- | --- | --- | --- | --- |
| - TSV Hannover-Burgdorf : 5e du Championnat d'Allemagne - Reale Ademar León : 4e du Championnat d'Espagne - AGF Aarhus Håndbold : 3e du Championnat du Danemark - Équipes éliminées des tours de qualification de Ligue des Champions - SC Pick Szeged : perdant du tournoi wild-card 1 - Montpellier AHB : perdant du tournoi wild-card 2 - Füchse Berlin : perdant du tournoi wild-card 13 | - TSV Hannover-Burgdorf : 5e du Championnat d'Allemagne - Reale Ademar León : 4e du Championnat d'Espagne - AGF Aarhus Håndbold : 3e du Championnat du Danemark - Équipes éliminées des tours de qualification de Ligue des Champions - SC Pick Szeged : perdant du tournoi wild-card 1 - Montpellier AHB : perdant du tournoi wild-card 2 - Füchse Berlin : perdant du tournoi wild-card 13 | - TSV Hannover-Burgdorf : 5e du Championnat d'Allemagne - Reale Ademar León : 4e du Championnat d'Espagne - AGF Aarhus Håndbold : 3e du Championnat du Danemark - Équipes éliminées des tours de qualification de Ligue des Champions - SC Pick Szeged : perdant du tournoi wild-card 1 - Montpellier AHB : perdant du tournoi wild-card 2 - Füchse Berlin : perdant du tournoi wild-card 13 | - TSV Hannover-Burgdorf : 5e du Championnat d'Allemagne - Reale Ademar León : 4e du Championnat d'Espagne - AGF Aarhus Håndbold : 3e du Championnat du Danemark - Équipes éliminées des tours de qualification de Ligue des Champions - SC Pick Szeged : perdant du tournoi wild-card 1 - Montpellier AHB : perdant du tournoi wild-card 2 - Füchse Berlin : perdant du tournoi wild-card 13 | - TSV Hannover-Burgdorf : 5e du Championnat d'Allemagne - Reale Ademar León : 4e du Championnat d'Espagne - AGF Aarhus Håndbold : 3e du Championnat du Danemark - Équipes éliminées des tours de qualification de Ligue des Champions - SC Pick Szeged : perdant du tournoi wild-card 1 - Montpellier AHB : perdant du tournoi wild-card 2 - Füchse Berlin : perdant du tournoi wild-card 13 | - TSV Hannover-Burgdorf : 5e du Championnat d'Allemagne - Reale Ademar León : 4e du Championnat d'Espagne - AGF Aarhus Håndbold : 3e du Championnat du Danemark - Équipes éliminées des tours de qualification de Ligue des Champions - SC Pick Szeged : perdant du tournoi wild-card 1 - Montpellier AHB : perdant du tournoi wild-card 2 - Füchse Berlin : perdant du tournoi wild-card 13 | - TSV Hannover-Burgdorf : 5e du Championnat d'Allemagne - Reale Ademar León : 4e du Championnat d'Espagne - AGF Aarhus Håndbold : 3e du Championnat du Danemark - Équipes éliminées des tours de qualification de Ligue des Champions - SC Pick Szeged : perdant du tournoi wild-card 1 - Montpellier AHB : perdant du tournoi wild-card 2 - Füchse Berlin : perdant du tournoi wild-card 13 | - TSV Hannover-Burgdorf : 5e du Championnat d'Allemagne - Reale Ademar León : 4e du Championnat d'Espagne - AGF Aarhus Håndbold : 3e du Championnat du Danemark - Équipes éliminées des tours de qualification de Ligue des Champions - SC Pick Szeged : perdant du tournoi wild-card 1 - Montpellier AHB : perdant du tournoi wild-card 2 - Füchse Berlin : perdant du tournoi wild-card 13 | - Équipes éliminées des tours de qualification de Ligue des Champions - HT Tatran Prešov : 2e du groupe 1 - AEK Athènes : 3e du groupe 1 - RK Vojvodina Novi Sad : 2e du groupe 2 - Alpla HC Hard : 3e du groupe 2 - HCM Constanța : 2e du groupe 3 - Elverum Håndball : 3e du groupe 3 | - Équipes éliminées des tours de qualification de Ligue des Champions - HT Tatran Prešov : 2e du groupe 1 - AEK Athènes : 3e du groupe 1 - RK Vojvodina Novi Sad : 2e du groupe 2 - Alpla HC Hard : 3e du groupe 2 - HCM Constanța : 2e du groupe 3 - Elverum Håndball : 3e du groupe 3 | - Équipes éliminées des tours de qualification de Ligue des Champions - HT Tatran Prešov : 2e du groupe 1 - AEK Athènes : 3e du groupe 1 - RK Vojvodina Novi Sad : 2e du groupe 2 - Alpla HC Hard : 3e du groupe 2 - HCM Constanța : 2e du groupe 3 - Elverum Håndball : 3e du groupe 3 | - Équipes éliminées des tours de qualification de Ligue des Champions - HT Tatran Prešov : 2e du groupe 1 - AEK Athènes : 3e du groupe 1 - RK Vojvodina Novi Sad : 2e du groupe 2 - Alpla HC Hard : 3e du groupe 2 - HCM Constanța : 2e du groupe 3 - Elverum Håndball : 3e du groupe 3 | - Équipes éliminées des tours de qualification de Ligue des Champions - HT Tatran Prešov : 2e du groupe 1 - AEK Athènes : 3e du groupe 1 - RK Vojvodina Novi Sad : 2e du groupe 2 - Alpla HC Hard : 3e du groupe 2 - HCM Constanța : 2e du groupe 3 - Elverum Håndball : 3e du groupe 3 | - Équipes éliminées des tours de qualification de Ligue des Champions - HT Tatran Prešov : 2e du groupe 1 - AEK Athènes : 3e du groupe 1 - RK Vojvodina Novi Sad : 2e du groupe 2 - Alpla HC Hard : 3e du groupe 2 - HCM Constanța : 2e du groupe 3 - Elverum Håndball : 3e du groupe 3 | - Équipes éliminées des tours de qualification de Ligue des Champions - HT Tatran Prešov : 2e du groupe 1 - AEK Athènes : 3e du groupe 1 - RK Vojvodina Novi Sad : 2e du groupe 2 - Alpla HC Hard : 3e du groupe 2 - HCM Constanța : 2e du groupe 3 - Elverum Håndball : 3e du groupe 3 | - Équipes éliminées des tours de qualification de Ligue des Champions - HT Tatran Prešov : 2e du groupe 1 - AEK Athènes : 3e du groupe 1 - RK Vojvodina Novi Sad : 2e du groupe 2 - Alpla HC Hard : 3e du groupe 2 - HCM Constanța : 2e du groupe 3 - Elverum Håndball : 3e du groupe 3 |
| Deuxième tour de qualification | | | | | | | | | | | | | | | |
| - SKA Minsk : 2e du Championnat de Biélorussie - Skjern Håndbold : 4e du Championnat du Danemark - Mors-Thy Håndbold : 5e du Championnat du Danemark - BM Aragón : 5e du Championnat d'Espagne - Chambéry Savoie Handball : 4e du Championnat de France - HBC Nantes : 5e du Championnat de France - Csurgói KK : 3e du Championnat de Hongrie - RK Zomimak-M Strumica : 3e du Championnat de Macédoine - ØIF Arendal : 2e du Championnat de Norvège - Benfica Lisbonne : 2e du Championnat du Portugal - Sporting Portugal : 3e du Championnat du Portugal - CS Știința MD Bacău : 2e du Championnat de Roumanie - CS UCM Reșița : 3e du Championnat de Roumanie - SKIF Krasnodar : 3e du Championnat de Russie - Medvedi Perm : 4e du Championnat de Russie | - SKA Minsk : 2e du Championnat de Biélorussie - Skjern Håndbold : 4e du Championnat du Danemark - Mors-Thy Håndbold : 5e du Championnat du Danemark - BM Aragón : 5e du Championnat d'Espagne - Chambéry Savoie Handball : 4e du Championnat de France - HBC Nantes : 5e du Championnat de France - Csurgói KK : 3e du Championnat de Hongrie - RK Zomimak-M Strumica : 3e du Championnat de Macédoine - ØIF Arendal : 2e du Championnat de Norvège - Benfica Lisbonne : 2e du Championnat du Portugal - Sporting Portugal : 3e du Championnat du Portugal - CS Știința MD Bacău : 2e du Championnat de Roumanie - CS UCM Reșița : 3e du Championnat de Roumanie - SKIF Krasnodar : 3e du Championnat de Russie - Medvedi Perm : 4e du Championnat de Russie | - SKA Minsk : 2e du Championnat de Biélorussie - Skjern Håndbold : 4e du Championnat du Danemark - Mors-Thy Håndbold : 5e du Championnat du Danemark - BM Aragón : 5e du Championnat d'Espagne - Chambéry Savoie Handball : 4e du Championnat de France - HBC Nantes : 5e du Championnat de France - Csurgói KK : 3e du Championnat de Hongrie - RK Zomimak-M Strumica : 3e du Championnat de Macédoine - ØIF Arendal : 2e du Championnat de Norvège - Benfica Lisbonne : 2e du Championnat du Portugal - Sporting Portugal : 3e du Championnat du Portugal - CS Știința MD Bacău : 2e du Championnat de Roumanie - CS UCM Reșița : 3e du Championnat de Roumanie - SKIF Krasnodar : 3e du Championnat de Russie - Medvedi Perm : 4e du Championnat de Russie | - SKA Minsk : 2e du Championnat de Biélorussie - Skjern Håndbold : 4e du Championnat du Danemark - Mors-Thy Håndbold : 5e du Championnat du Danemark - BM Aragón : 5e du Championnat d'Espagne - Chambéry Savoie Handball : 4e du Championnat de France - HBC Nantes : 5e du Championnat de France - Csurgói KK : 3e du Championnat de Hongrie - RK Zomimak-M Strumica : 3e du Championnat de Macédoine - ØIF Arendal : 2e du Championnat de Norvège - Benfica Lisbonne : 2e du Championnat du Portugal - Sporting Portugal : 3e du Championnat du Portugal - CS Știința MD Bacău : 2e du Championnat de Roumanie - CS UCM Reșița : 3e du Championnat de Roumanie - SKIF Krasnodar : 3e du Championnat de Russie - Medvedi Perm : 4e du Championnat de Russie | - SKA Minsk : 2e du Championnat de Biélorussie - Skjern Håndbold : 4e du Championnat du Danemark - Mors-Thy Håndbold : 5e du Championnat du Danemark - BM Aragón : 5e du Championnat d'Espagne - Chambéry Savoie Handball : 4e du Championnat de France - HBC Nantes : 5e du Championnat de France - Csurgói KK : 3e du Championnat de Hongrie - RK Zomimak-M Strumica : 3e du Championnat de Macédoine - ØIF Arendal : 2e du Championnat de Norvège - Benfica Lisbonne : 2e du Championnat du Portugal - Sporting Portugal : 3e du Championnat du Portugal - CS Știința MD Bacău : 2e du Championnat de Roumanie - CS UCM Reșița : 3e du Championnat de Roumanie - SKIF Krasnodar : 3e du Championnat de Russie - Medvedi Perm : 4e du Championnat de Russie | - SKA Minsk : 2e du Championnat de Biélorussie - Skjern Håndbold : 4e du Championnat du Danemark - Mors-Thy Håndbold : 5e du Championnat du Danemark - BM Aragón : 5e du Championnat d'Espagne - Chambéry Savoie Handball : 4e du Championnat de France - HBC Nantes : 5e du Championnat de France - Csurgói KK : 3e du Championnat de Hongrie - RK Zomimak-M Strumica : 3e du Championnat de Macédoine - ØIF Arendal : 2e du Championnat de Norvège - Benfica Lisbonne : 2e du Championnat du Portugal - Sporting Portugal : 3e du Championnat du Portugal - CS Știința MD Bacău : 2e du Championnat de Roumanie - CS UCM Reșița : 3e du Championnat de Roumanie - SKIF Krasnodar : 3e du Championnat de Russie - Medvedi Perm : 4e du Championnat de Russie | - SKA Minsk : 2e du Championnat de Biélorussie - Skjern Håndbold : 4e du Championnat du Danemark - Mors-Thy Håndbold : 5e du Championnat du Danemark - BM Aragón : 5e du Championnat d'Espagne - Chambéry Savoie Handball : 4e du Championnat de France - HBC Nantes : 5e du Championnat de France - Csurgói KK : 3e du Championnat de Hongrie - RK Zomimak-M Strumica : 3e du Championnat de Macédoine - ØIF Arendal : 2e du Championnat de Norvège - Benfica Lisbonne : 2e du Championnat du Portugal - Sporting Portugal : 3e du Championnat du Portugal - CS Știința MD Bacău : 2e du Championnat de Roumanie - CS UCM Reșița : 3e du Championnat de Roumanie - SKIF Krasnodar : 3e du Championnat de Russie - Medvedi Perm : 4e du Championnat de Russie | - SKA Minsk : 2e du Championnat de Biélorussie - Skjern Håndbold : 4e du Championnat du Danemark - Mors-Thy Håndbold : 5e du Championnat du Danemark - BM Aragón : 5e du Championnat d'Espagne - Chambéry Savoie Handball : 4e du Championnat de France - HBC Nantes : 5e du Championnat de France - Csurgói KK : 3e du Championnat de Hongrie - RK Zomimak-M Strumica : 3e du Championnat de Macédoine - ØIF Arendal : 2e du Championnat de Norvège - Benfica Lisbonne : 2e du Championnat du Portugal - Sporting Portugal : 3e du Championnat du Portugal - CS Știința MD Bacău : 2e du Championnat de Roumanie - CS UCM Reșița : 3e du Championnat de Roumanie - SKIF Krasnodar : 3e du Championnat de Russie - Medvedi Perm : 4e du Championnat de Russie | - Kaustik Volgograd : 6e du Championnat de Russie - RK Maribor Branik : 4e du Championnat de Slovénie - IFK Kristianstad : 2e du Championnat de Suède - Lugi HF : 3e du Championnat de Suède - Kadetten Schaffhausen : 2e du Championnat de Suisse - Pfadi Winterthur : 3e du Championnat de Suisse - HC Portovik : 2e du Championnat d'Ukraine - RK Nexe Našice : 2e du Championnat de Croatie - RK Poreč : 3e du Championnat de Croatie - Équipes éliminées des tours de qualification de Ligue des Champions - HB Esch : Match de qualification - Beşiktaş JK : 4e du groupe 1 - RK Borac Banja Luka : 4e du groupe 2 - OCI Limburg Lions Geleen : 4e du groupe 3 | - Kaustik Volgograd : 6e du Championnat de Russie - RK Maribor Branik : 4e du Championnat de Slovénie - IFK Kristianstad : 2e du Championnat de Suède - Lugi HF : 3e du Championnat de Suède - Kadetten Schaffhausen : 2e du Championnat de Suisse - Pfadi Winterthur : 3e du Championnat de Suisse - HC Portovik : 2e du Championnat d'Ukraine - RK Nexe Našice : 2e du Championnat de Croatie - RK Poreč : 3e du Championnat de Croatie - Équipes éliminées des tours de qualification de Ligue des Champions - HB Esch : Match de qualification - Beşiktaş JK : 4e du groupe 1 - RK Borac Banja Luka : 4e du groupe 2 - OCI Limburg Lions Geleen : 4e du groupe 3 | - Kaustik Volgograd : 6e du Championnat de Russie - RK Maribor Branik : 4e du Championnat de Slovénie - IFK Kristianstad : 2e du Championnat de Suède - Lugi HF : 3e du Championnat de Suède - Kadetten Schaffhausen : 2e du Championnat de Suisse - Pfadi Winterthur : 3e du Championnat de Suisse - HC Portovik : 2e du Championnat d'Ukraine - RK Nexe Našice : 2e du Championnat de Croatie - RK Poreč : 3e du Championnat de Croatie - Équipes éliminées des tours de qualification de Ligue des Champions - HB Esch : Match de qualification - Beşiktaş JK : 4e du groupe 1 - RK Borac Banja Luka : 4e du groupe 2 - OCI Limburg Lions Geleen : 4e du groupe 3 | - Kaustik Volgograd : 6e du Championnat de Russie - RK Maribor Branik : 4e du Championnat de Slovénie - IFK Kristianstad : 2e du Championnat de Suède - Lugi HF : 3e du Championnat de Suède - Kadetten Schaffhausen : 2e du Championnat de Suisse - Pfadi Winterthur : 3e du Championnat de Suisse - HC Portovik : 2e du Championnat d'Ukraine - RK Nexe Našice : 2e du Championnat de Croatie - RK Poreč : 3e du Championnat de Croatie - Équipes éliminées des tours de qualification de Ligue des Champions - HB Esch : Match de qualification - Beşiktaş JK : 4e du groupe 1 - RK Borac Banja Luka : 4e du groupe 2 - OCI Limburg Lions Geleen : 4e du groupe 3 | - Kaustik Volgograd : 6e du Championnat de Russie - RK Maribor Branik : 4e du Championnat de Slovénie - IFK Kristianstad : 2e du Championnat de Suède - Lugi HF : 3e du Championnat de Suède - Kadetten Schaffhausen : 2e du Championnat de Suisse - Pfadi Winterthur : 3e du Championnat de Suisse - HC Portovik : 2e du Championnat d'Ukraine - RK Nexe Našice : 2e du Championnat de Croatie - RK Poreč : 3e du Championnat de Croatie - Équipes éliminées des tours de qualification de Ligue des Champions - HB Esch : Match de qualification - Beşiktaş JK : 4e du groupe 1 - RK Borac Banja Luka : 4e du groupe 2 - OCI Limburg Lions Geleen : 4e du groupe 3 | - Kaustik Volgograd : 6e du Championnat de Russie - RK Maribor Branik : 4e du Championnat de Slovénie - IFK Kristianstad : 2e du Championnat de Suède - Lugi HF : 3e du Championnat de Suède - Kadetten Schaffhausen : 2e du Championnat de Suisse - Pfadi Winterthur : 3e du Championnat de Suisse - HC Portovik : 2e du Championnat d'Ukraine - RK Nexe Našice : 2e du Championnat de Croatie - RK Poreč : 3e du Championnat de Croatie - Équipes éliminées des tours de qualification de Ligue des Champions - HB Esch : Match de qualification - Beşiktaş JK : 4e du groupe 1 - RK Borac Banja Luka : 4e du groupe 2 - OCI Limburg Lions Geleen : 4e du groupe 3 | - Kaustik Volgograd : 6e du Championnat de Russie - RK Maribor Branik : 4e du Championnat de Slovénie - IFK Kristianstad : 2e du Championnat de Suède - Lugi HF : 3e du Championnat de Suède - Kadetten Schaffhausen : 2e du Championnat de Suisse - Pfadi Winterthur : 3e du Championnat de Suisse - HC Portovik : 2e du Championnat d'Ukraine - RK Nexe Našice : 2e du Championnat de Croatie - RK Poreč : 3e du Championnat de Croatie - Équipes éliminées des tours de qualification de Ligue des Champions - HB Esch : Match de qualification - Beşiktaş JK : 4e du groupe 1 - RK Borac Banja Luka : 4e du groupe 2 - OCI Limburg Lions Geleen : 4e du groupe 3 | - Kaustik Volgograd : 6e du Championnat de Russie - RK Maribor Branik : 4e du Championnat de Slovénie - IFK Kristianstad : 2e du Championnat de Suède - Lugi HF : 3e du Championnat de Suède - Kadetten Schaffhausen : 2e du Championnat de Suisse - Pfadi Winterthur : 3e du Championnat de Suisse - HC Portovik : 2e du Championnat d'Ukraine - RK Nexe Našice : 2e du Championnat de Croatie - RK Poreč : 3e du Championnat de Croatie - Équipes éliminées des tours de qualification de Ligue des Champions - HB Esch : Match de qualification - Beşiktaş JK : 4e du groupe 1 - RK Borac Banja Luka : 4e du groupe 2 - OCI Limburg Lions Geleen : 4e du groupe 3 |
| Premier tour de qualification | | | | | | | | | | | | | | | |
| - Bregenz Handball : 2e du Championnat d'Autriche - HC Meshkov Brest : 3e du Championnat de Biélorussie - Achilles Bocholt: Vainqueur de la Coupe de Belgique - Dobroudja Dobritch : 1er du Championnat de Bulgarie - Pölva Serviti : 1er du Championnat d'Estonie - London GD HC : 1er du Championnat de Grande-Bretagne - Tatabánya KC : 4e du Championnat de Hongrie - Haukar Hafnarfjörður : 1er du Championnat d'Islande - Maccabi Tel-Aviv : 1er du Championnat d'Israël - Maccabi Rishon LeZion : 2e du Championnat d'Israël | - Bregenz Handball : 2e du Championnat d'Autriche - HC Meshkov Brest : 3e du Championnat de Biélorussie - Achilles Bocholt: Vainqueur de la Coupe de Belgique - Dobroudja Dobritch : 1er du Championnat de Bulgarie - Pölva Serviti : 1er du Championnat d'Estonie - London GD HC : 1er du Championnat de Grande-Bretagne - Tatabánya KC : 4e du Championnat de Hongrie - Haukar Hafnarfjörður : 1er du Championnat d'Islande - Maccabi Tel-Aviv : 1er du Championnat d'Israël - Maccabi Rishon LeZion : 2e du Championnat d'Israël | - Bregenz Handball : 2e du Championnat d'Autriche - HC Meshkov Brest : 3e du Championnat de Biélorussie - Achilles Bocholt: Vainqueur de la Coupe de Belgique - Dobroudja Dobritch : 1er du Championnat de Bulgarie - Pölva Serviti : 1er du Championnat d'Estonie - London GD HC : 1er du Championnat de Grande-Bretagne - Tatabánya KC : 4e du Championnat de Hongrie - Haukar Hafnarfjörður : 1er du Championnat d'Islande - Maccabi Tel-Aviv : 1er du Championnat d'Israël - Maccabi Rishon LeZion : 2e du Championnat d'Israël | - Bregenz Handball : 2e du Championnat d'Autriche - HC Meshkov Brest : 3e du Championnat de Biélorussie - Achilles Bocholt: Vainqueur de la Coupe de Belgique - Dobroudja Dobritch : 1er du Championnat de Bulgarie - Pölva Serviti : 1er du Championnat d'Estonie - London GD HC : 1er du Championnat de Grande-Bretagne - Tatabánya KC : 4e du Championnat de Hongrie - Haukar Hafnarfjörður : 1er du Championnat d'Islande - Maccabi Tel-Aviv : 1er du Championnat d'Israël - Maccabi Rishon LeZion : 2e du Championnat d'Israël | - Bregenz Handball : 2e du Championnat d'Autriche - HC Meshkov Brest : 3e du Championnat de Biélorussie - Achilles Bocholt: Vainqueur de la Coupe de Belgique - Dobroudja Dobritch : 1er du Championnat de Bulgarie - Pölva Serviti : 1er du Championnat d'Estonie - London GD HC : 1er du Championnat de Grande-Bretagne - Tatabánya KC : 4e du Championnat de Hongrie - Haukar Hafnarfjörður : 1er du Championnat d'Islande - Maccabi Tel-Aviv : 1er du Championnat d'Israël - Maccabi Rishon LeZion : 2e du Championnat d'Israël | - Bregenz Handball : 2e du Championnat d'Autriche - HC Meshkov Brest : 3e du Championnat de Biélorussie - Achilles Bocholt: Vainqueur de la Coupe de Belgique - Dobroudja Dobritch : 1er du Championnat de Bulgarie - Pölva Serviti : 1er du Championnat d'Estonie - London GD HC : 1er du Championnat de Grande-Bretagne - Tatabánya KC : 4e du Championnat de Hongrie - Haukar Hafnarfjörður : 1er du Championnat d'Islande - Maccabi Tel-Aviv : 1er du Championnat d'Israël - Maccabi Rishon LeZion : 2e du Championnat d'Israël | - Bregenz Handball : 2e du Championnat d'Autriche - HC Meshkov Brest : 3e du Championnat de Biélorussie - Achilles Bocholt: Vainqueur de la Coupe de Belgique - Dobroudja Dobritch : 1er du Championnat de Bulgarie - Pölva Serviti : 1er du Championnat d'Estonie - London GD HC : 1er du Championnat de Grande-Bretagne - Tatabánya KC : 4e du Championnat de Hongrie - Haukar Hafnarfjörður : 1er du Championnat d'Islande - Maccabi Tel-Aviv : 1er du Championnat d'Israël - Maccabi Rishon LeZion : 2e du Championnat d'Israël | - Bregenz Handball : 2e du Championnat d'Autriche - HC Meshkov Brest : 3e du Championnat de Biélorussie - Achilles Bocholt: Vainqueur de la Coupe de Belgique - Dobroudja Dobritch : 1er du Championnat de Bulgarie - Pölva Serviti : 1er du Championnat d'Estonie - London GD HC : 1er du Championnat de Grande-Bretagne - Tatabánya KC : 4e du Championnat de Hongrie - Haukar Hafnarfjörður : 1er du Championnat d'Islande - Maccabi Tel-Aviv : 1er du Championnat d'Israël - Maccabi Rishon LeZion : 2e du Championnat d'Israël | - KH Prishtina : 1er du Championnat du Kosovo - Handball Käerjeng : 2e du Championnat du Luxembourg - HC Klaipėda Dragūnas : 1er du Championnat de Lituanie - RK Lovćen Cetinje : 1er du Championnat du Monténégro - Fyllingen Håndball : 3e du Championnat de Norvège - OCI Limburg Lions Geleen : 2e du Championnat des Pays-Bas - HBC Jičín : 1er du Championnat de République tchèque - HC Sporta Hlohovec : 2e du Championnat de Slovaquie - TSV St. Otmar Saint-Gall : 4e du Championnat de Suisse - BB Ankaraspor : 2e du Championnat de Turquie | - KH Prishtina : 1er du Championnat du Kosovo - Handball Käerjeng : 2e du Championnat du Luxembourg - HC Klaipėda Dragūnas : 1er du Championnat de Lituanie - RK Lovćen Cetinje : 1er du Championnat du Monténégro - Fyllingen Håndball : 3e du Championnat de Norvège - OCI Limburg Lions Geleen : 2e du Championnat des Pays-Bas - HBC Jičín : 1er du Championnat de République tchèque - HC Sporta Hlohovec : 2e du Championnat de Slovaquie - TSV St. Otmar Saint-Gall : 4e du Championnat de Suisse - BB Ankaraspor : 2e du Championnat de Turquie | - KH Prishtina : 1er du Championnat du Kosovo - Handball Käerjeng : 2e du Championnat du Luxembourg - HC Klaipėda Dragūnas : 1er du Championnat de Lituanie - RK Lovćen Cetinje : 1er du Championnat du Monténégro - Fyllingen Håndball : 3e du Championnat de Norvège - OCI Limburg Lions Geleen : 2e du Championnat des Pays-Bas - HBC Jičín : 1er du Championnat de République tchèque - HC Sporta Hlohovec : 2e du Championnat de Slovaquie - TSV St. Otmar Saint-Gall : 4e du Championnat de Suisse - BB Ankaraspor : 2e du Championnat de Turquie | - KH Prishtina : 1er du Championnat du Kosovo - Handball Käerjeng : 2e du Championnat du Luxembourg - HC Klaipėda Dragūnas : 1er du Championnat de Lituanie - RK Lovćen Cetinje : 1er du Championnat du Monténégro - Fyllingen Håndball : 3e du Championnat de Norvège - OCI Limburg Lions Geleen : 2e du Championnat des Pays-Bas - HBC Jičín : 1er du Championnat de République tchèque - HC Sporta Hlohovec : 2e du Championnat de Slovaquie - TSV St. Otmar Saint-Gall : 4e du Championnat de Suisse - BB Ankaraspor : 2e du Championnat de Turquie | - KH Prishtina : 1er du Championnat du Kosovo - Handball Käerjeng : 2e du Championnat du Luxembourg - HC Klaipėda Dragūnas : 1er du Championnat de Lituanie - RK Lovćen Cetinje : 1er du Championnat du Monténégro - Fyllingen Håndball : 3e du Championnat de Norvège - OCI Limburg Lions Geleen : 2e du Championnat des Pays-Bas - HBC Jičín : 1er du Championnat de République tchèque - HC Sporta Hlohovec : 2e du Championnat de Slovaquie - TSV St. Otmar Saint-Gall : 4e du Championnat de Suisse - BB Ankaraspor : 2e du Championnat de Turquie | - KH Prishtina : 1er du Championnat du Kosovo - Handball Käerjeng : 2e du Championnat du Luxembourg - HC Klaipėda Dragūnas : 1er du Championnat de Lituanie - RK Lovćen Cetinje : 1er du Championnat du Monténégro - Fyllingen Håndball : 3e du Championnat de Norvège - OCI Limburg Lions Geleen : 2e du Championnat des Pays-Bas - HBC Jičín : 1er du Championnat de République tchèque - HC Sporta Hlohovec : 2e du Championnat de Slovaquie - TSV St. Otmar Saint-Gall : 4e du Championnat de Suisse - BB Ankaraspor : 2e du Championnat de Turquie | - KH Prishtina : 1er du Championnat du Kosovo - Handball Käerjeng : 2e du Championnat du Luxembourg - HC Klaipėda Dragūnas : 1er du Championnat de Lituanie - RK Lovćen Cetinje : 1er du Championnat du Monténégro - Fyllingen Håndball : 3e du Championnat de Norvège - OCI Limburg Lions Geleen : 2e du Championnat des Pays-Bas - HBC Jičín : 1er du Championnat de République tchèque - HC Sporta Hlohovec : 2e du Championnat de Slovaquie - TSV St. Otmar Saint-Gall : 4e du Championnat de Suisse - BB Ankaraspor : 2e du Championnat de Turquie | - KH Prishtina : 1er du Championnat du Kosovo - Handball Käerjeng : 2e du Championnat du Luxembourg - HC Klaipėda Dragūnas : 1er du Championnat de Lituanie - RK Lovćen Cetinje : 1er du Championnat du Monténégro - Fyllingen Håndball : 3e du Championnat de Norvège - OCI Limburg Lions Geleen : 2e du Championnat des Pays-Bas - HBC Jičín : 1er du Championnat de République tchèque - HC Sporta Hlohovec : 2e du Championnat de Slovaquie - TSV St. Otmar Saint-Gall : 4e du Championnat de Suisse - BB Ankaraspor : 2e du Championnat de Turquie |

### Candidats pour le Final 4

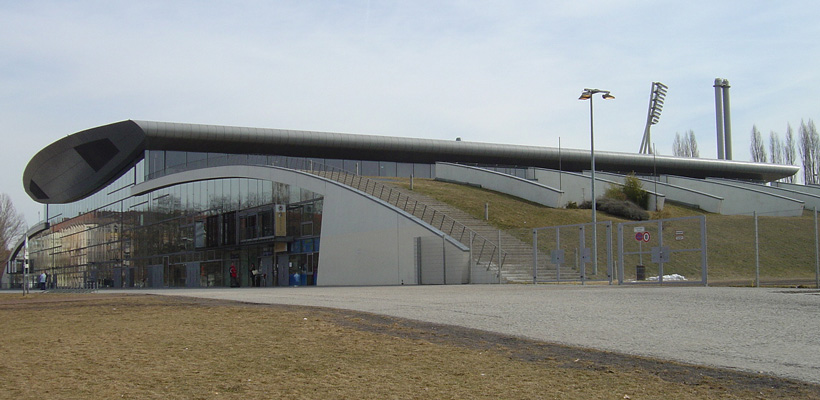
Max-Schmeling-Halle de Berlin.

Sept sites se sont portés candidats à l'organisation de ce tournoi final :
| Salle               | Ville        | Capacité |
| ------------------- | ------------ | -------- |
| Minsk Arena         | Minsk,       | 15000    |
| Park&Suites Arena   | Montpellier, | 9000     |
| Max-Schmeling-Halle | Berlin,      | 8700     |
| Olympic Arena       | Athènes,     | 8500     |
| Porsche-Arena       | Stuttgart,   | 6500     |
| Copper Box          | Londres,     | 6000     |
| D'Coque             | Luxembourg,  | 5400     |

Le 2 décembre 2013, la Fédération européenne de handball (EHF) a rendu sa décision concernant l'organisation de ce tournoi final à la Max-Schmeling-Halle de Berlin.

## Phase de qualification
Le tirage au sort a eu lieu le 23 juillet 2013 à Vienne, en Autriche.

### Premier tour
| Date Aller        | Club                     | Aller   | Total   | Retour  | Club                     | Date Retour       |
| ----------------- | ------------------------ | ------- | ------- | ------- | ------------------------ | ----------------- |
| 7 septembre 2013  | HC Meshkov Brest         | 25 - 19 | 59 - 43 | 34 - 24 | Maccabi Rishon LeZion    | 8 septembre 2013  |
| 7 septembre 2013  | HBC Jičín                | 35 - 15 | 72 - 30 | 37 - 15 | Dobroudja Dobritch       | 8 septembre 2013  |
| 7 septembre 2013  | Tatabánya KC             | 30 - 22 | 65 - 52 | 35 - 30 | Achilles Bocholt         | 14 septembre 2013 |
| 7 septembre 2013  | KH Prishtina             | 22 - 28 | 50 - 63 | 28 - 35 | Bregenz Handball         | 14 septembre 2013 |
| 7 septembre 2013  | HC Sporta Hlohovec       | 29 - 21 | 57 - 52 | 28 - 31 | TSV St. Otmar Saint-Gall | 15 septembre 2013 |
| 7 septembre 2013  | Pölva Serviti            | 27 - 30 | 49 - 62 | 22 - 32 | Fyllingen Håndball       | 15 septembre 2013 |
| 8 septembre 2013  | Handball Käerjeng        | 30 - 30 | 56 - 57 | 26 - 27 | HC Klaipėda Dragūnas     | 14 septembre 2013 |
| 13 septembre 2013 | OCI Limburg Lions Geleen | 33 - 36 | 51 - 66 | 18 - 30 | Haukar Hafnarfjörður     | 14 septembre 2013 |
| 14 septembre 2013 | London GD Handball Club  | 14 - 44 | 32 - 82 | 18 - 38 | B.B. Ankara SK           | 15 septembre 2013 |
| 16 septembre 2013 | Maccabi Tel-Aviv         | 37 - 35 | 67 - 64 | 30 - 29 | RK Lovćen Cetinje        | 17 septembre 2013 |

### Deuxième tour
| Date Aller      | Club                  | Aller   | Total   | Retour  | Club                  | Date Retour     |
| --------------- | --------------------- | ------- | ------- | ------- | --------------------- | --------------- |
| 12 octobre 2013 | HC Sporta Hlohovec    | 36 - 23 | 63 - 49 | 27 - 26 | RK Borac Banja Luka   | 13 octobre 2013 |
| 12 octobre 2013 | Medvedi Perm          | 26 - 30 | 51 - 59 | 25 - 29 | HC Meshkov Brest      | 19 octobre 2013 |
| 12 octobre 2013 | Sporting Portugal     | 30 - 18 | 65 - 50 | 35 - 32 | HV KRAS/Volendam      | 19 octobre 2013 |
| 12 octobre 2013 | Maccabi Tel-Aviv      | 26 - 26 | 49 - 56 | 23 - 30 | RK Zomimak-M Strumica | 19 octobre 2013 |
| 12 octobre 2013 | Bregenz Handball      | 26 - 25 | 49 - 62 | 23 - 37 | RK Maribor Branik     | 19 octobre 2013 |
| 12 octobre 2013 | RK Partizan Belgrade  | 15 - 22 | 39 - 50 | 24 - 28 | HBC Nantes            | 20 octobre 2013 |
| 12 octobre 2013 | Besiktas JK           | 29 - 29 | 59 - 56 | 30 - 27 | Pfadi Winterthur      | 20 octobre 2013 |
| 12 octobre 2013 | HBC Jičín             | 21 - 38 | 42 - 67 | 21 - 29 | Skjern Håndbold       | 20 octobre 2013 |
| 12 octobre 2013 | RK Nexe               | 26 - 22 | 54 - 53 | 28 - 31 | AC Diomidis Argous    | 20 octobre 2013 |
| 12 octobre 2013 | CS Știința MD Bacău   | 36 - 21 | 65 - 49 | 29 - 28 | HC Klaipėda Dragūnas  | 20 octobre 2013 |
| 12 octobre 2013 | Benfica Lisbonne      | 34 - 19 | 68 - 41 | 34 - 22 | Haukar Hafnarfjörður  | 20 octobre 2013 |
| 13 octobre 2013 | Lugi HF               | 27 - 27 | 51 - 47 | 24 - 20 | Tatabánya KC          | 19 octobre 2013 |
| 13 octobre 2013 | IFK Kristianstad      | 32 - 19 | 62 - 47 | 30 - 28 | HB Esch               | 19 octobre 2013 |
| 13 octobre 2013 | Csurgói KK            | 30 - 27 | 58 - 52 | 28 - 25 | BM Aragon             | 19 octobre 2013 |
| 13 octobre 2013 | Mors-Thy Håndbold     | 26 - 18 | 54 - 45 | 28 - 27 | Fyllingen Håndball    | 20 octobre 2013 |
| 13 octobre 2013 | SKIF Krasnodar        | 25 - 29 | 47 - 58 | 22 - 29 | RK Porec              | 20 octobre 2013 |
| 19 octobre 2013 | Kaustik Volgograd     | 31 - 26 | 58 - 52 | 26 - 28 | HC Caras Severin      | 20 octobre 2013 |
| 19 octobre 2013 | Chambéry SH           | 34 - 26 | 66 - 46 | 32 - 20 | B.B. Ankara SK        | 20 octobre 2013 |
| 19 octobre 2013 | Kadetten Schaffhausen | 33 - 28 | 66 - 54 | 33 - 26 | HC Portovik           | 20 octobre 2013 |
| 19 octobre 2013 | SKA Minsk             | 27 - 30 | 53 - 55 | 26 - 25 | ØIF Arendal           | 20 octobre 2013 |

### Troisième tour
Le tirage au sort a eu lieu le 22 octobre à 11 h à Vienne (Autriche). Les équipes ont été réparties en deux pots, et il n'y a pas de protection pour empêcher deux clubs d'une même pays de se rencontrer. Les matchs aller ont lieu le week-end des 23 et 24 novembre et les matchs retour le week-end du 30 novembre et 1er décembre.
| Date Aller       | Club                 | Aller   | Total   | Retour  | Club                  | Date Retour       |
| ---------------- | -------------------- | ------- | ------- | ------- | --------------------- | ----------------- |
| 23 novembre 2013 | Füchse Berlin        | 22 - 20 | 43 - 40 | 21 - 20 | HC Meshkov Brest      | 30 novembre 2013  |
| 23 novembre 2013 | AGF Aarhus Håndbold  | 29 - 26 | 53 - 59 | 24 - 33 | RK Zomimak-M Strumica | 30 novembre 2013  |
| 23 novembre 2013 | Skjern Håndbold      | 31 - 24 | 55 - 42 | 24 - 18 | RK Vojvodina Novi Sad | 30 novembre 2013  |
| 23 novembre 2013 | Benfica Lisbonne     | 24 - 25 | 49 - 56 | 25 - 31 | SC Pick Szeged        | 30 novembre 2013  |
| 23 novembre 2013 | Kadetten Schaffhouse | 28 - 28 | 55 - 69 | 27 - 41 | TSV Hannover-Burgdorf | 30 novembre 2013  |
| 24 novembre 2013 | HBC Nantes           | 28 - 21 | 52 - 44 | 24 - 23 | Elverum Handball      | 30 novembre 2013  |
| 24 novembre 2013 | IFK Kristianstad     | 40 - 25 | 63 - 52 | 23 - 27 | CS Știința MD Bacău   | 30 novembre 2013  |
| 24 novembre 2013 | RK Nexe              | 34 - 29 | 62 - 62 | 28 - 33 | Reale Ademar León     | 30 novembre 2013  |
| 23 novembre 2013 | AEK Athènes          | 22 - 24 | 45 - 49 | 23 - 25 | Lugi HF               | 30 novembre 2013  |
| 24 novembre 2013 | RK Porec             | 24 - 24 | 49 - 54 | 25 - 30 | Sporting Portugal     | 30 novembre 2013  |
| 23 novembre 2013 | ØIF Arendal          | 20 - 26 | 47 - 52 | 27 - 26 | HC Sporta Hlohovec    | 1er décembre 2013 |
| 23 novembre 2013 | Beşiktaş JK          | 29 - 31 | 54 - 65 | 25 - 34 | Csurgói KK            | 1er décembre 2013 |
| 23 novembre 2013 | Mors-Thy Håndbold    | 26 - 27 | 52 - 59 | 26 - 32 | HCM Constanța         | 1er décembre 2013 |
| 23 novembre 2013 | HT Tatran Prešov     | 34 - 26 | 62 - 56 | 28 - 30 | RK Maribor Branik     | 1er décembre 2013 |
| 23 novembre 2013 | Kaustik Volgograd    | 26 - 38 | 55 - 73 | 29 - 35 | Montpellier AHB       | 1er décembre 2013 |
| 24 novembre 2013 | Chambéry SH          | 31 - 30 | 56 - 55 | 25 - 25 | Alpla HC Hard         | 1er décembre 2013 |

## Phase de groupes
Le tirage au sort a eu lieu le 5 décembre 2013 à Vienne (Autriche). Les 16 équipes qualifiées du troisième tour ont été réparties en quatre chapeaux.
Légende
- Qualifié pour les quarts de finale
- Éliminé car moins bon deuxième
- Éliminé

Résultats détaillés de la phase de poule : Site officiel

### Groupe 1
|   | Équipe                | Pts | J | G | N | P | Bp  | Bc  | Diff |  | Résultats (dom.\ext.) |       |       |       |       |
| - | --------------------- | --- | - | - | - | - | --- | --- | ---- |  | --------------------- | ----- | ----- | ----- | ----- |
| 1 | Lugi HB               | 7   | 6 | 3 | 1 | 2 | 171 | 169 | 2    |  | CB Ademar León        |       | 32-27 | 30-30 | 28-19 |
| 2 | CB Ademar León*       | 6   | 6 | 2 | 2 | 2 | 173 | 164 | 9    |  | Lugi HB               | 30-30 |       | 32-28 | 28-26 |
| 3 | Csurgói KK            | 6   | 6 | 3 | 0 | 3 | 163 | 160 | 3    |  | TSV Hannover-Burgdorf | 27-26 | 28-32 |       | 27-26 |
| 4 | TSV Hannover-Burgdorf | 5   | 6 | 2 | 1 | 3 | 168 | 182 | -14  |  | Csurgói KK            | 31-27 | 25-22 | 36-28 |       |

* moins bon deuxième, León est éliminé, voir ci-dessous.

### Groupe 2
|   | Équipe                | Pts | J | G | N | P | Bp  | Bc  | Diff |  | Résultats (dom.\ext.) |       |       |       |       |
| - | --------------------- | --- | - | - | - | - | --- | --- | ---- |  | --------------------- | ----- | ----- | ----- | ----- |
| 1 | Montpellier AHB       | 12  | 6 | 6 | 0 | 0 | 192 | 147 | 45   |  | Sporting Portugal     |       | 27-30 | 39-22 | 30-28 |
| 2 | Sporting Portugal     | 8   | 6 | 4 | 0 | 2 | 195 | 165 | 30   |  | Montpellier AHB       | 36-31 |       | 41-22 | 27-25 |
| 3 | Skjern Håndbold       | 4   | 6 | 2 | 0 | 4 | 156 | 158 | -2   |  | RK Zomimak-M Strumica | 24-36 | 19-32 |       | 23-24 |
| 4 | RK Zomimak-M Strumica | 0   | 6 | 0 | 0 | 6 | 130 | 203 | -73  |  | Skjern Håndbold       | 25-32 | 23-26 | 31-20 |       |

### Groupe 3
|   | Équipe           | Pts | J | G | N | P | Bp  | Bc  | Diff |  | Résultats (dom.\ext.) |       |       |       |       |
| - | ---------------- | --- | - | - | - | - | --- | --- | ---- |  | --------------------- | ----- | ----- | ----- | ----- |
| 1 | SC Pick Szeged   | 10  | 6 | 5 | 0 | 1 | 174 | 159 | 15   |  | HT Tatran Prešov      |       | 29-31 | 30-29 | 37-30 |
| 2 | HBC Nantes       | 8   | 6 | 4 | 0 | 2 | 176 | 154 | 22   |  | SC Pick Szeged        | 37-31 |       | 28-27 | 29-18 |
| 3 | HT Tatran Prešov | 4   | 6 | 2 | 0 | 4 | 181 | 198 | -17  |  | HBC Nantes            | 37-27 | 31-23 |       | 25-23 |
| 4 | IFK Kristianstad | 2   | 6 | 1 | 0 | 5 | 151 | 171 | -20  |  | IFK Kristianstad      | 34-27 | 23-26 | 23-27 |       |

### Groupe 4
|   | Équipe             | Pts | J | G | N | P | Bp  | Bc  | Diff |  | Résultats (dom.\ext.) |       |       |       |       |
| - | ------------------ | --- | - | - | - | - | --- | --- | ---- |  | --------------------- | ----- | ----- | ----- | ----- |
| 1 | Füchse Berlin      | 10  | 6 | 4 | 2 | 0 | 181 | 164 | 17   |  | HCM Constanța         |       | 31-31 | 29-25 | 31-22 |
| 2 | HCM Constanța      | 8   | 6 | 3 | 2 | 1 | 173 | 160 | 13   |  | Füchse Berlin         | 28-26 |       | 30-27 | 34-28 |
| 3 | Chambéry Savoie HB | 6   | 6 | 2 | 2 | 2 | 162 | 158 | 4    |  | Chambéry Savoie HB    | 29-29 | 25-25 |       | 27-21 |
| 4 | HC Sporta Hlohovec | 0   | 6 | 0 | 0 | 6 | 147 | 181 | -34  |  | HC Sporta Hlohovec    | 25-27 | 27-33 | 24-29 |       |

## Quarts de finale

### Équipes qualifiées
Comme lors de l'édition précédente, le Füchse Berlin, organisateur de la phase finale (Final Four), ayant terminé parmi les premiers ou les 3 meilleurs deuxièmes, il est exempté de quart de finale et est directement qualifié pour la phase finale. Dès lors, seuls 3 quarts de finale opposent les 3 autres premiers et les 3 meilleurs deuxièmes. Les 3 vainqueurs de ces quarts de finale rejoignent ensuite le Füchse Berlin en demi-finale. Pour déterminer les trois meilleurs deuxièmes, les règles suivantes sont appliquées : 
1. Nombre de points marqués contre les équipes classées 1re et 3e
2. Différence de buts dans les matchs mentionnés en 1.
3. Plus grand nombre de buts marqués dans les matchs mentionnés en 1.
4. Tirage au sort

Dès lors, le club espagnol de CB Ademar León, 2e du Groupe 1, est éliminé. Les équipes qualifiées sont :
| Groupe | Chapeau 1       | Chapeau 2         |
| ------ | --------------- | ----------------- |
| 1      | Lugi HB         | -                 |
| 2      | Montpellier AHB | Sporting Portugal |
| 3      | SC Pick Szeged  | HBC Nantes        |
| 4      | -               | HCM Constanța     |

### Tableau des quarts de finale
Le tirage au sort a eu lieu le 1er avril 2014 à Vienne, en Autriche.
| Date Aller    | Club              | Aller   | Total   | Retour  | Club            | Date Retour   |
| ------------- | ----------------- | ------- | ------- | ------- | --------------- | ------------- |
| 19 avril 2014 | HCM Constanța     | 31 – 21 | 59 – 55 | 28 – 34 | Lugi HB         | 26 avril 2014 |
| 20 avril 2014 | Sporting Portugal | 29 – 27 | 51 – 55 | 22 – 28 | SC Pick Szeged  | 27 avril 2014 |
| 21 avril 2014 | HBC Nantes        | 25 – 26 | 49 – 59 | 24 – 33 | Montpellier AHB | 27 avril 2014 |

## Final Four
La Final Four aura lieu les 17 et 18 mai 2014 dans la Max-Schmeling-Halle, à Berlin.
|  | Demi-finales                       | Demi-finales                       |                        |    | Finale                             | Finale                             |
|  | Demi-finales                       | Demi-finales                       |                        |    | Finale                             | Finale                             |
|  |                                    |                                    |                        |    |                                    |                                    |
|  | Max-Schmeling-Halle, Berlin, 14h35 | Max-Schmeling-Halle, Berlin, 14h35 |                        |    | Max-Schmeling-Halle, Berlin, 15h35 | Max-Schmeling-Halle, Berlin, 15h35 |
|  | Max-Schmeling-Halle, Berlin, 14h35 | Max-Schmeling-Halle, Berlin, 14h35 |                        |    | Max-Schmeling-Halle, Berlin, 15h35 | Max-Schmeling-Halle, Berlin, 15h35 |
|  | Füchse Berlin                      | 22                                 |                        |    | Max-Schmeling-Halle, Berlin, 15h35 | Max-Schmeling-Halle, Berlin, 15h35 |
|  | Füchse Berlin                      | 22                                 |                        |    | Max-Schmeling-Halle, Berlin, 15h35 | Max-Schmeling-Halle, Berlin, 15h35 |
|  | SC Pick Szeged                     | 24                                 |                        |    | Max-Schmeling-Halle, Berlin, 15h35 | Max-Schmeling-Halle, Berlin, 15h35 |
|  | SC Pick Szeged                     | 24                                 | SC Pick Szeged         | 29 |                                    |                                    |
|  | Max-Schmeling-Halle, Berlin, 17h15 |                                    | SC Pick Szeged         | 29 |                                    |                                    |
|  |                                    | Montpellier AHB                    | 28                     |    |                                    |                                    |
|  | HCM Constanța                      | Montpellier AHB                    | 28                     | 32 |                                    |                                    |
|  | HCM Constanța                      |                                    |                        | 32 |                                    |                                    |
|  | Montpellier AHB                    | 36                                 |                        |    |                                    |                                    |
|  | Montpellier AHB                    | 36                                 | Match pour la 3e place |    |                                    |                                    |
|  |                                    |                                    |                        |    |                                    |                                    |
|  | Max-Schmeling-Halle, Berlin, 13h00 |                                    |                        |    |                                    |                                    |
|  |                                    |                                    |                        |    |                                    |                                    |
|  | Füchse Berlin                      | 29                                 |                        |    |                                    |                                    |
|  | Füchse Berlin                      | 29                                 |                        |    |                                    |                                    |
|  | HCM Constanța                      | 28                                 |                        |    |                                    |                                    |
|  | HCM Constanța                      | 28                                 |                        |    |                                    |                                    |

### Demi-finales
| 17 mai 2014 14h35 | Füchse Berlin        | 22 - 24  | SC Pick Szeged | Max-Schmeling-Halle, Berlin Affluence : 8 500 Arbitrage : Oyvind Togstad, Rune Kristiansen |
| 17 mai 2014 14h35 | Zachrisson, Jaszka 6 | (9 - 13) | Zsolt Balogh 6 | Max-Schmeling-Halle, Berlin Affluence : 8 500 Arbitrage : Oyvind Togstad, Rune Kristiansen |
| 17 mai 2014 14h35 | ×3                   | Rapport  | ×4 ×2          | Max-Schmeling-Halle, Berlin Affluence : 8 500 Arbitrage : Oyvind Togstad, Rune Kristiansen |

| 17 mai 2014 17h15 | HCM Constanța          | 32 - 36   | Montpellier AHB | Max-Schmeling-Halle, Berlin Affluence : 7 250 Arbitrage : Zigmars Stolarovs, Renars Licis |
| 17 mai 2014 17h15 | Alexandru Csepreghi 10 | (14 - 18) | Dragan Gajić 9  | Max-Schmeling-Halle, Berlin Affluence : 7 250 Arbitrage : Zigmars Stolarovs, Renars Licis |
| 17 mai 2014 17h15 | ×4 ×3                  | Rapport   | ×3 ×6           | Max-Schmeling-Halle, Berlin Affluence : 7 250 Arbitrage : Zigmars Stolarovs, Renars Licis |

### Match pour la3eplace
| 18 mai 2014 13h00 | HCM Constanța         | 28 - 29   | Füchse Berlin | Max-Schmeling-Halle, Berlin Affluence : 7 000 Arbitrage : Shlomo Cohen, Yoram Peretz |
| 18 mai 2014 13h00 | Alexandru Csepreghi 6 | (14 - 13) | Iker Romero 8 | Max-Schmeling-Halle, Berlin Affluence : 7 000 Arbitrage : Shlomo Cohen, Yoram Peretz |
| 18 mai 2014 13h00 | ×3 ×4                 | Rapport   | ×3 ×6         | Max-Schmeling-Halle, Berlin Affluence : 7 000 Arbitrage : Shlomo Cohen, Yoram Peretz |

### Finale
| 18 mai 2014 15h35 | Montpellier AHB | 28 - 29   | SC Pick Szeged | Max-Schmeling-Halle, Berlin Affluence : 7 000 Arbitrage : Slave Nikolov, Gjorgji Nachevski |
| 18 mai 2014 15h35 | Dragan Gajić 10 | (14 - 16) | Ferenc Ilyés 7 | Max-Schmeling-Halle, Berlin Affluence : 7 000 Arbitrage : Slave Nikolov, Gjorgji Nachevski |
| 18 mai 2014 15h35 | ×4 ×2           | Rapport   | ×4 ×7          | Max-Schmeling-Halle, Berlin Affluence : 7 000 Arbitrage : Slave Nikolov, Gjorgji Nachevski |

### Champion d'Europe
| Champion d'Europe - Coupe de l'EHF 2013-2014 SC Pick Szeged 1er titre |

## Statistiques
| Rang | Joueur               | Club              | Buts | MJ | Moy. |
| ---- | -------------------- | ----------------- | ---- | -- | ---- |
| 1    | Dragan Gajić         | Montpellier AHB   | 72   | 10 | 7,2  |
| 2    | Alexandru Șimicu     | HCM Constanța     | 66   | 10 | 6,6  |
| 3    | Pedro Caseiro        | Sporting Portugal | 60   | 8  | 7,5  |
| 4    | Zsolt Balogh         | SC Pick Szeged    | 57   | 10 | 5,7  |
| 5    | Alexandru Csepreghi  | HCM Constanța     | 52   | 9  | 5,8  |
| 6    | Jonas Larholm        | SC Pick Szeged    | 49   | 10 | 4,9  |
| 7    | Pedro Silva          | Sporting Portugal | 48   | 8  | 6,0  |
| 7    | Laurențiu Mihai Toma | HCM Constanța     | 48   | 10 | 4,8  |
| 9    | Jure Dolenec         | Montpellier AHB   | 45   | 10 | 4,5  |
| 10   | Jorge Maqueda        | HBC Nantes        | 43   | 8  | 5,4  |